# Aleksandr Kolotov
Aleksandr Stanislavovič Kolotov (in russo Александр Станиславович Колотов?; Mosca, 4 marzo 1964) è un pallanuotista sovietico, vincitore di due medaglie di bronzo ai giochi olimpici di Barcellona 1992 e Seul 1988. Ha anche conquistato un oro agli europei di Strasburgo 1987. Dal 1992 al 1994 ha indossato la calottina del Catania e dell'Ortigia.